# Morgane Hainaux
Pour les articles homonymes, voir Hainaux.
Morgane Hainaux est une actrice française.
Elle tourne dans deux films de Jean-Paul Civeyrac : Ni d’Ève ni d’Adam et À travers la forêt. On la voit aussi dans la série télévisée Avocats et Associés.

## Filmographie

### Cinéma

#### Longs métrages
- 2004 : À travers la forêt de Jean-Paul Civeyrac avec Camille Berthomier, Alice Dubuisson, Mireille Roussel, Valérie Crunchant
- 2000 : Paria de Nicolas Klotz
- 1996 : Ni d'Eve ni d'Adam de Jean-Paul Civeyrac

#### Courts métrages
- 2009 - Trois Chambres de Chloé Thomas
- 2003 - La Mort du cent mètres de Nicolas Groube
- 2002 - Souviens moi de Pierre-Simon Gütman

### Télévision
- 2005 : Avocats et Associés de Patrice Martineau
- 2007 : La Résistance de Félix Olivier
- 2008 : Le Septième Juré d'Edouard Niermans
- 2009 : Les Invincibles, série Arte de Pierric Gantelmi d'ille, et Alexandre Castagnetti (saison 1)
- 2010 : Les Invincibles, série Arte de Pierric Gantelmi d'ille, et Alexandre Castagnetti (saison 2)

## Théâtre
- 2003 : Adam et Ève, Théâtre du Sémaphore
- 2008 : Cris et Chuchotements, adaptation d'après Ingmar Bergman, Mise en scène Remy Barché, Théâtre de la Vignette
- 2010 : We are l'Europe, de Jean-Charles Massera, mise en scène Benoît Lambert, Théâtre de la Tentative
- 2010 : Norway Today, de Igor Bauersima, mise en scène Renaud Diligent, Cie Ces messieurs sérieux
- 2011 : Les enfants du siècle-un diptyque d'Alfred de Musset ( Fantasio et On ne badine pas avec l'amour), mise en scène Benoit lambert, Théâtre de la tentative
- 2013 - 2015 : L'Épreuve de Marivaux, mise en scène Renaud Diligent, Cie Ces messieurs sérieux
- 2016 : La ballade du tueur de conifères de Rebekka Kricheldorf, mise en scène Renaud Diligent, Cie Ces messieurs sérieux